# Jesús Lobato de Blas
Jesús María Lobato de Blas (Oviedo, Asturias, 25 de diciembre de 1942 - Santander, Cantabria, 7 de noviembre de 2014) fue un jurista español. Fue director de la Universidad Nacional de Educación a Distancia (UNED) en Cantabria y profesor en las facultades de Derecho y Ciencias Empresariales de la Universidad de Cantabria.

## Biografía
Jesús María Lobato se licenció en Derecho por la Universidad de Oviedo, obteniendo la calificación de sobresaliente y el premio extraordinario Traviesas, de la citada universidad. Obtuvo el doctorado en la Universidad de Navarra.
En 1971 se traslada a Santander, Cantabria, donde desempeña la función de catedrático interino de Derecho en la Escuela Universitaria de Estudios Empresariales. En 1974 fue nombrado director del Instituto de Estudios Jurídicos, Sociólogos y Docentes Rafael de Floranes, de la Institución Cultural de Cantabria, hoy desaparecido. Al mismo tiempo, amplía sus estudios en las universidades de Estrasburgo (Francia) y Perugia (Italia).
Fue miembro del Instituto Fiscal de Derecho Floral, y en 1983 fue nombrado académico correspondiente de la Academia Asturiana de Jurisprudencia. Además ocupó el cargo de director de la Universidad Nacional de Educación a Distancia en Cantabria.
Fue profesor numerario de Derecho Civil de la Facultad de Derecho, en excedencia. Lobato fue catedrático numerario de Derecho Mercantil de la Facultad de Ciencias Empresariales de la Universidad de Cantabria, donde impartió la asignatura Derecho de la empresa.
Era columnista del diario digital cantabriaconfidencial.com y colaborador de la cadena Aquí TV, en los que comentaba la actualidad política de Cantabria. Desde junio de 2010 también participó en Aquí Diario Cantabria. Falleció el 7 de noviembre de 2014 en Santander.

## Obras
Entre sus principales publicaciones destacan:
- La cláusula penal en el Derecho español (1974)
- Notas para la historia de la enseñanza jurídica en España (1975)
- Consideraciones sobre el concepto de tratos preliminares (1976)
- El privilegio del artículo 76 de la Ley de Arrendamientos Urbanos (1977)
- La estructura tridimensinal del Derecho (1978)
- La forma del contrato de arrendamiento rústico en la nueva Ley (1983)